# Parti de la justice (Maldives)
Pour les articles homonymes, voir Parti de la justice.
Le Parti de la justice est un parti politique maldivien fondé en 2005 par Hussain Rasheed Ahmed. Le ministre de l'Intérieur Imran Abdulla dirige actuellement le parti.

## Résultats électoraux

### Élections législatives
| Année | Voix  | %    | Sièges | Gouvernement                              |
| ----- | ----- | ---- | ------ | ----------------------------------------- |
| 2009  | 1 487 | 0,90 | 0 / 77 | Extra-parlementaire                       |
| 2014  | 4 941 | 2,66 | 1 / 85 | Opposition (2014-2018), Solih (2018-2019) |
| 2019  | 4 423 | 2,10 | 0 / 87 | Extra-parlementaire : Solih (2019-2023)   |
| 2024  | 2 538 | 1,21 | 0 / 93 | Extra-parlementaire                       |